# ボルジャッロ
ボルジャッロ（伊: Borgiallo）は、イタリア共和国ピエモンテ州トリノ県にある、人口約600人の基礎自治体（コムーネ）。

## 地理

### 位置・広がり

#### 隣接コムーネ
隣接するコムーネは以下の通り。
- カステッラモンテ
- カステルヌオーヴォ・ニグラ
- キエザヌオーヴァ
- コッレレット・カステルヌオーヴォ
- クオルニェ
- フラッシネット

## 行政

### 分離集落
ボルジャッロには、以下の分離集落（フラツィオーネ）がある。
- Belvedere, Cossi, Pianezze, Pinelli, San Carlo, Villanova